# Princess Elizabeth Land
Ej att förväxla med Queen Elizabeth Land.

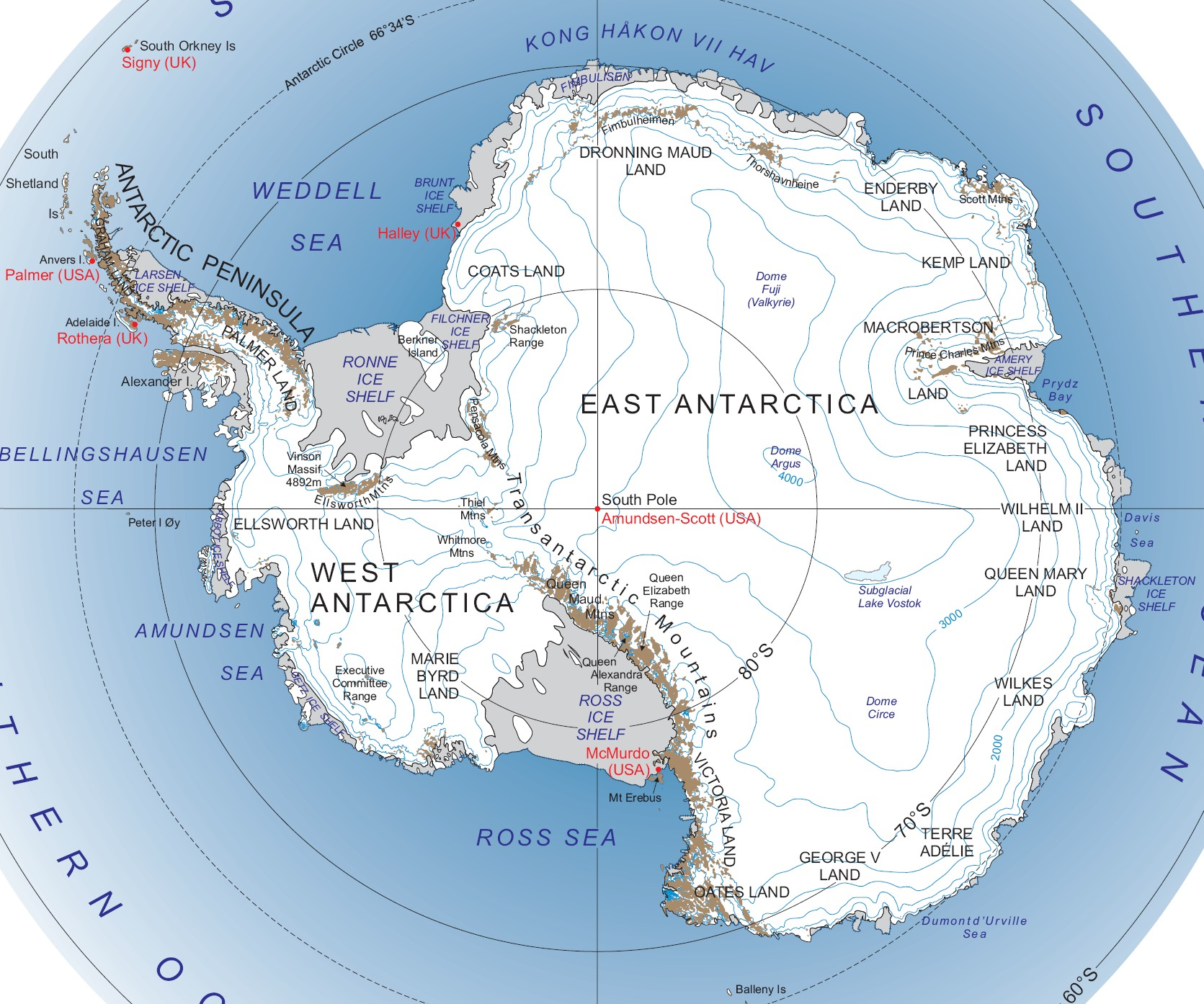
Lägeskarta, Princess Elizabeth Land på högra sidan.

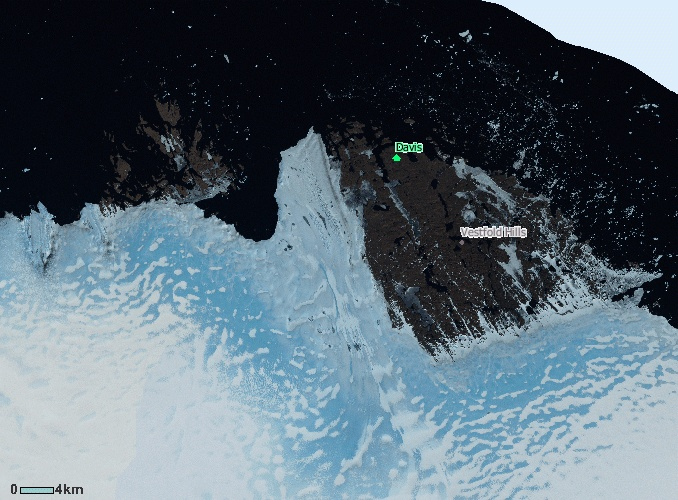
Satellitbild över Princess Elizabeth Land med Davis Station utmärkt.

Princess Elizabeth Land (engelska: Princess Elizabeth Land och Princess Elizabeth Coast) är ett landområde i östra Antarktis.

## Geografi
Princess Elizabeth Land ligger i Östantarktis mellan Mac Robertson land och Wilhelm II land. Området ligger direkt vid Antarktiska oceanen mellan Amery shelfisen och Cape Penck vid Västra shelfisen. Kusten är cirka 450 km lång och området sträcker sig mellan cirka 73° 35' Ö till 87° 43' Ö.
Området är småkuperat med bergskedjan Grove Mountains i inlandet och de antarktiska oaserna Vestfold Hills och Larsemann Hills vid kusten.
Det finns flera forskningsstationer i området, däribland australiska Davis Station som ligger vid kusten nära Vestfold Hills, kinesiska Zhongshan Station, ryska Progress Station och rumänska Law-Racoviță Station.
Princess Elizabeth Land omfattar:
- Ingrid Christensen Coast, mellan 73° 35' Ö till 81° 24' Ö
- Leopold and Astrid Coast, mellan 81° 24' Ö till 87° 43' Ö

Områdets ligger inom Australiska Antarktis (Australiens landanspråk på Antarktis).

## Historia
Princess Elizabeth Lands kust upptäcktes den 9 februari 1931 av British Australian and New Zealand Antarctic Research Expedition (BANZARE) under ledning av Douglas Mawson. Området namngavs då efter prinsessan Elizabeth (senare drottning Elizabeth II).
Området Ingrid Christensen Coast upptäcktes och utforskades den 20 februari 1935 av norske kaptenen Klarius Mikkelsen då man också landsteg. Området namngavs efter redaren Lars Christiansens hustru.
Området Leopold and Astrid Coast upptäcktes och utforskades från luften den 17 januari 1934 av norske Alf Gunestad och Nils Larsen, området namngavs efter kung Leopold III av Belgien och dennes svenska hustru Astrid.
Delar av området kartlades från luften även åren 1946–1947 under Operation Highjump under ledning av USA:s flotta.
1947 fastställdes det nuvarande namnet av amerikanska "Advisory Committee on Antarctic Names" (US-ACAN, en enhet inom United States Geological Survey).